# العلاقات الليبيرية النيبالية
العلاقات الليبيرية النيبالية هي العلاقات الثنائية التي تجمع بين ليبيريا ونيبال.

## مقارنة بين البلدين
هذه مقارنة عامة ومرجعية للدولتين:
| وجه المقارنة                                              | ليبيريا      | نيبال                             |
| --------------------------------------------------------- | ------------ | --------------------------------- |
| المساحة (كم2)                                             | 111.37 ألف   | 147.18 ألف                        |
| عدد السكان (نسمة)                                         | 4.73 مليون   | 29.40 مليون                       |
| الكثافة السكانية (ن./كم²)                                 | 42.47        | 199.76                            |
| العاصمة                                                   | مونروفيا     | كاتماندو                          |
| اللغة الرسمية                                             | لغة إنجليزية | اللغة النيبالية                   |
| العملة                                                    | دولار ليبيري | روبية نيبالية                     |
| الناتج المحلي الإجمالي (بليون دولار)                      | 2.16 مليار   | 24.47 مليار                       |
| الناتج المحلي الإجمالي (تعادل القوة الشرائية) بليون دولار | 3.76 مليار   | 70.20 مليار                       |
| الناتج المحلي الإجمالي الاسمي للفرد دولار أمريكي          | 455          | 743                               |
| الناتج المحلي الإجمالي للفرد دولار أمريكي                 | 842          | 2.37 ألف                          |
| مؤشر التنمية البشرية                                      | 0.430        | 0.548                             |
| رمز المكالمات الدولي                                      | +231         | +977                              |
| رمز الإنترنت                                              | .lr          | .np                               |
| المنطقة الزمنية                                           | 00           | UTC+05:45، التوقيت الموحد لنيبال ‏ |

## منظمات دولية مشتركة
يشترك البلدان في عضوية مجموعة من المنظمات الدولية، منها:
| علم المنظمة | اسم المنظمة                               | تاريخ انضمام ليبيريا | تاريخ انضمام نيبال |
| ----------- | ----------------------------------------- | -------------------- | ------------------ |
|             | مؤسسة التنمية الدولية                     | 28 مارس 1962         | 6 مارس 1963        |
|             | مؤسسة التمويل الدولية                     | 28 مارس 1962         | 7 يناير 1966       |
|             | منظمة حظر الأسلحة الكيميائية              | ?                    | ?                  |
|             | الأمم المتحدة                             | 2 نوفمبر 1945        | 14 ديسمبر 1955     |
|             | منظمة الشرطة الجنائية الدولية             | ?                    | ?                  |
|             | البنك الدولي للإنشاء والتعمير             | 28 مارس 1962         | 6 سبتمبر 1961      |
|             | الاتحاد البريدي العالمي                   | ?                    | ?                  |
|             | المركز الدولي لتسوية المنازعات الاستشارية | 16 يوليو 1970        | 6 فبراير 1969      |
|             | وكالة ضمان الاستثمار متعدد الأطراف        | 12 أبريل 2007        | 9 فبراير 1994      |
|             | يونسكو                                    | 6 مارس 1947          | 1 مايو 1953        |

## وصلات خارجية
- موقع وزارة الخارجية الليبيرية
- موقع وزارة الخارجية النيبالية